# Barrio Güemes (Córdoba)
Barrio Güemes es un reconocido sector de la ciudad de Córdoba (Argentina). Se denomina así en honor al prócer argentino General Martín Miguel de Güemes.

## Historia

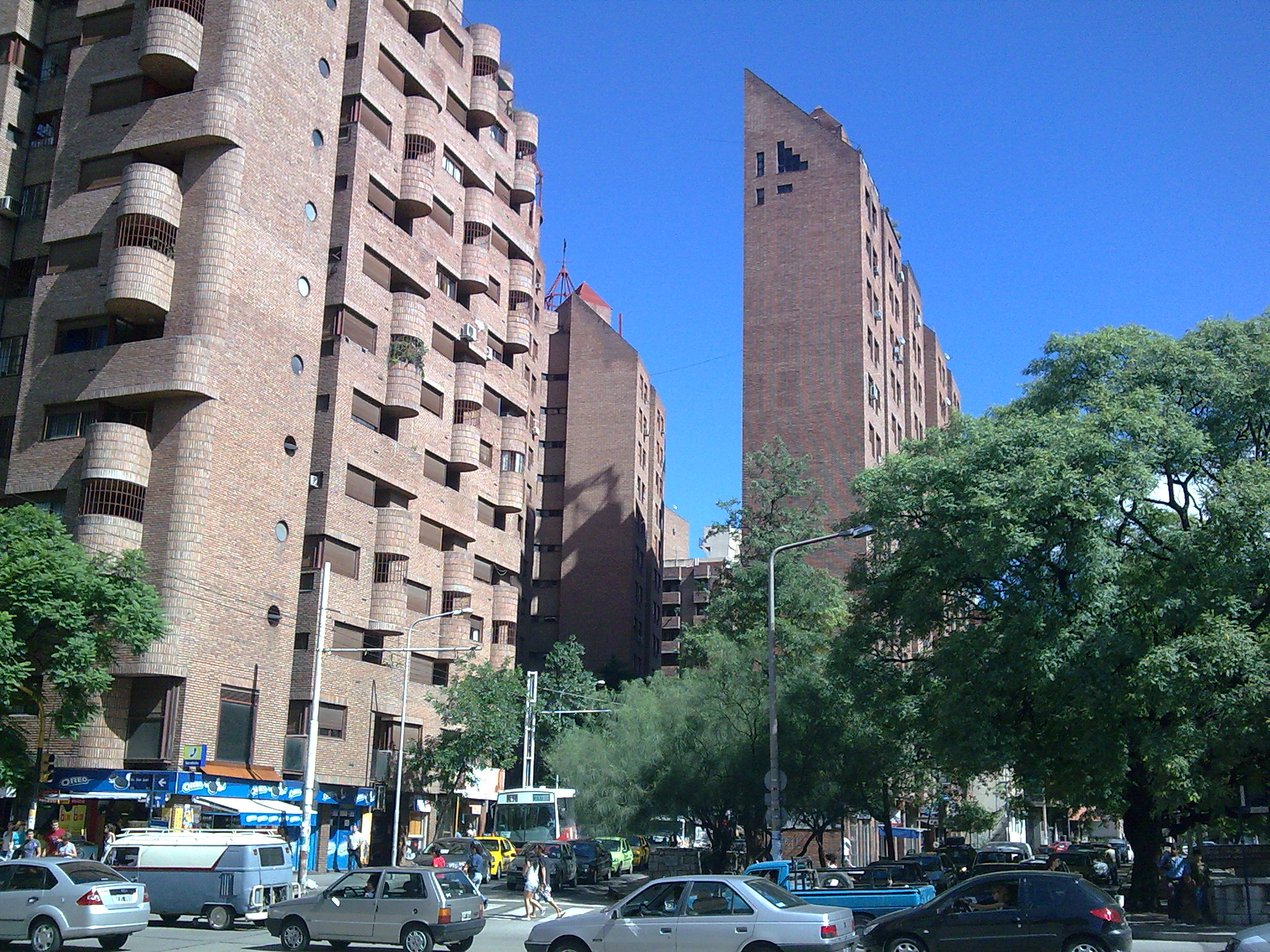
Edificios en el norte de Barrio Güemes

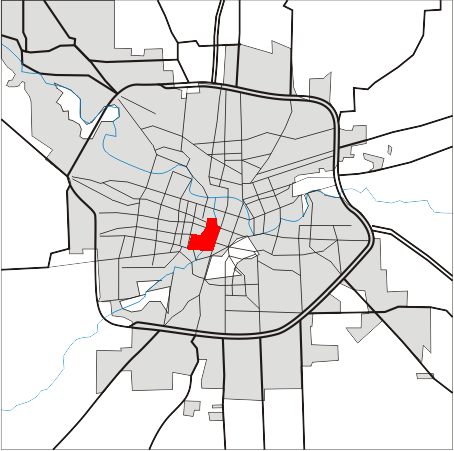
Ubicación del barrio en la ciudad de Córdoba.

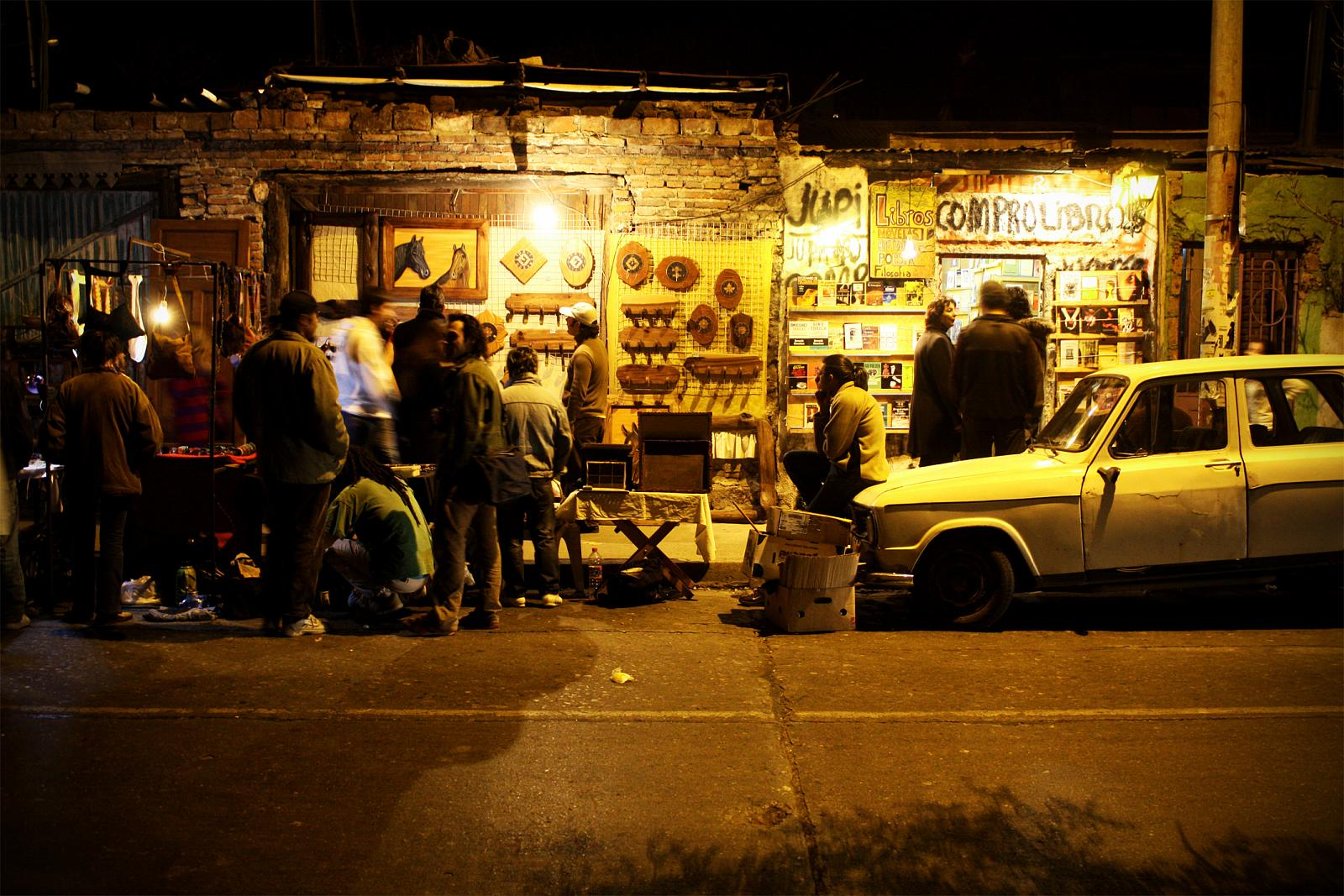
Comercios de artesanías y libros en el Paseo de las Artes

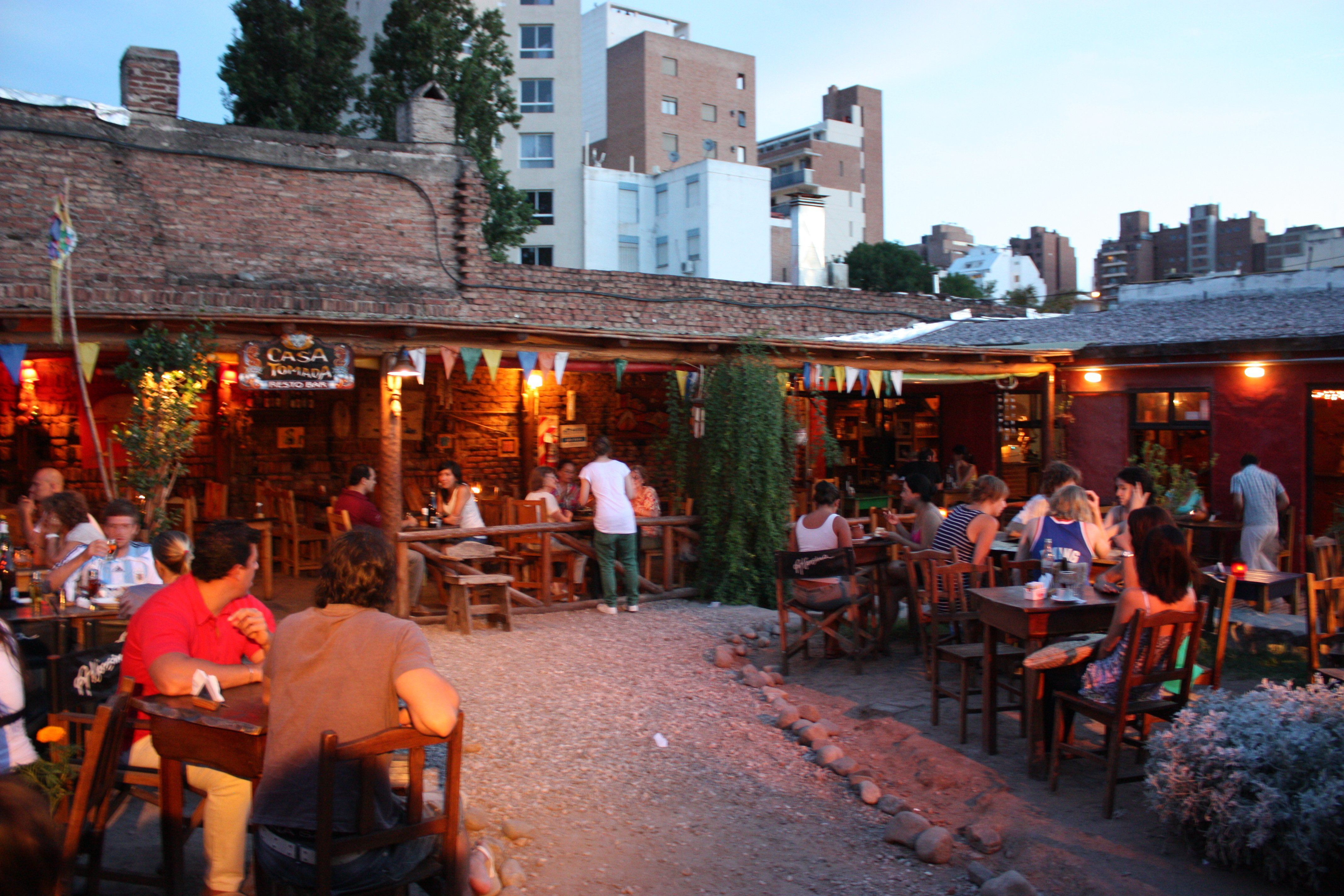
Bares en un patio interno

El barrio se desarrolló a partir de un paraje llamado El Abrojal en el siglo XIX. En 1862 se creó la plaza de Carretas, un mercado para comerciantes. En 1890, por iniciativa del entonces intendente Luis Revol, se creó un complejo de viviendas sociales en el mismo lugar, en el cual se instalaron inmigrantes provenientes en su mayoría de Italia, España y países de Medio Oriente. La cultura y vida social se desarrolló alrededor de un comercio llamado Casa de Pepino, que hoy funciona como museo y centro cultural.
En 1980 el complejo de viviendas sociales fue demolido y en los años siguientes fue reconvertido en el llamado Paseo de las Artes, en el cual hoy funcionan ocho ferias y comercios de artesanías, el Museo Iberoamericano de Artesanías y algunos centros culturales. En consecuencia el barrio se convirtió en un centro del turismo, de la gastronomía y del comercio, destacándose además de las artesanías el negocio de las antigüedades. Por tal razón, el barrio es ocasionalmente llamado el San Telmo cordobés. Las calles del barrio se convierten en peatonales durante los fines de semana para que los artistas pueden mostrar sus proezas al público.
En 1996 se demolió un extenso asentamiento informal, denominado Villa El Pocito, que había ocupado un predio de la zona central del barrio; sus habitantes se trasladaron a complejos de viviendas sociales. En 2005 le siguió otro asentamiento en la periferia sudeste del barrio llamado Los Mandrakes. Sigue existiendo un asentamiento en el extremo sur del barrio, llamado Chaparral o Las Américas - Vélez Sarsfield, a poca distancia de la Plaza de las Américas y del Hospital Misericordia.
El barrio tiene muchos lugares históricos, algunos de los cuales se ven actualmente afectados por la construcción de grandes edificios en el vecino barrio de Nueva Córdoba. Dado que todos los terrenos de este último están ya ocupados, la construcción avanza sobre el histórico barrio. Por ejemplo, ya se ha edificado un complejo de viviendas en altura ubicado en la intersección de la Avenida Juan M.de Pueyrredón y calle Arturo M. Bas, compuesto por tres torres de departamentos.

## Límites
El barrio es de grandes dimensiones; al norte limita con el Bulevar San Juan, al sur con Avenida Julio A.Roca y calle Ángelo de Peredo, al oeste con calle Mariano Moreno y al este con Avenida Vélez Sársfield.

## Edificios gubernamentales
Edificios del gobierno municipal se ubican en el área del barrio, entre otros el Centro Cultural Casa de Pepino.

## Líneas de transporte urbano e interurbano
Véase: Anexo: Recorrido de colectivos en la Ciudad de Córdoba (Argentina)
| Corredor   | Líneas                        |
| ---------- | ----------------------------- |
| Corredor 1 | - 16                          |
| Corredor 3 | - 30 - 31 - 33 - 35 - 36      |
| Corredor 5 | - 50 - 51 - 53                |
| Corredor 6 | - 61 - 63 - 64 - 65 - 66      |
|            | - Trole C - C1 - Trole A - A1 |